# Зимаков, Иван Петрович
Иван Петрович Зимаков (25 марта 1908, Шапкино, Торопецкий район — 18 октября 1944, Печенгский район, Мурманская область) — Гвардии майор Рабоче-крестьянской Красной Армии, участник Великой Отечественной войны, Герой Советского Союза (1945).

## Биография
Иван Зимаков родился 25 марта 1908 года в селе Шапкино (ныне — Торопецкий район Тверской области). После окончания пяти классов школы работал шофёром на одном из ленинградских заводов. В 1931 году Зимаков был призван на службу в Рабоче-крестьянскую Красную Армию. В 1940 году он окончил курсы усовершенствования командного состава. С июня 1941 года — на фронтах Великой Отечественной войны. Участвовал в боях под Мурманском, два раза был ранен. К осени 1944 года гвардии майор Иван Зимаков командовал 3-м дивизионом 29-го гвардейского артиллерийского полка (10-й гвардейской стрелковой дивизии, 99-го стрелкового корпуса, 14-й армии, Карельского фронта). Отличился во время Петсамо-Киркенесской операции.
7 октября 1944 года дивизион Зимакова участвовал в артподготовке перед прорывом немецкой обороны у горы Малый Кариквайвишь к северо-западу от Мурманска, Зимаков лично корректировал его огонь. Во время наступления дивизии дивизион Зимакова поддерживал своим огнём её действия, уничтожил 3 и подавил ещё 2 батареи, активно участвовал в отражении пяти немецких контратак. Когда две пехотные роты противника атаковали наблюдательный пункт Зимакова, завязалась ожесточённая схватка, длившаяся три часа. Когда противник прорвался к пункту, Зимаков поднял своих артиллеристов в атаку, отбив атаку. В том бою он получил тяжёлое ранение, от которого скончался 18 октября 1944 года. Похоронен в братской могиле на 29-м километре автодороги Лиинахамари—Никель в Печенгском районе.

## Награды
Указом Президиума Верховного Совета СССР от 24 марта 1945 года за «образцовое выполнение боевых заданий командования на фронте борьбы с немецкими захватчиками и проявленные при этом мужество и героизм» гвардии майор Иван Зимаков посмертно был удостоен высокого звания Героя Советского Союза. Также был награждён орденами Ленина и Отечественной войны 2-й степени, медалью.

## Память
В честь Зимакова назван морозильный траулер.